# Gelem Gelem
Gelem Gelem (en romaní: ‘vaig caminar, vaig caminar’) és el nom que rep freqüentment l'Himne Internacional gitano. També és conegut pels següents títols: Djelem Djelem, Zhelim Zhelim, Opré Roma o Romale Shavale.
L'Himne Internacional Gitano va ser declarat formalment durant el Primer Congrés Internacional Gitano celebrat a Londres el 1971, en el qual es va percebre la necessitat d'establir un himne i una bandera comuna que unifiqués a les comunitats gitanes disperses en tot el planeta.

## Història
La procedència de la melodia no és clara, i existeixen diverses històries entorn seu, no obstant això, totes li atribueixen un origen popular. Una versió explica que va ser recollida per primera vegada pel músic búlgar Milan Aivàzov (nascut el 1922 a Plodiv), el qual l'havia escoltat del seu avi. Segons aquesta versió Milan Aivàzov recordava la melodia i el títol, però havia oblidat la lletra.
Altres versions expliquen que la melodia és originària de Romania i es va popularitzar en els espectacles de varietats parisencs durant els anys vint i trenta. En els anys seixanta ja era una melodia molt coneguda i versionada entre els gitanos serbis. D'igual manera, va ser utilitzada en la banda sonora de la pel·lícula Skupljaci Perja (la versió de la qual en anglès va ser titulada I even met some happy gypsies), dirigida per Alexander Petrovic i estrenada el 1969, la qual li va donar més popularitat. Sense importar les diferents versions, sobre aquesta melodia el músic gitano iugoslau Jarko Jovanovic va elaborar la versió definitiva, durant la celebració del citat congrés en 1971.
La lletra del text, escrita sobre aquesta melodia, és del mateix Jarko Jovanovic i del metge gitano suís-alemany Jan Cibula, que la van reescriure en 1978, durant el Segon Congrés Internacional Gitano.
Tant la lletra com la música van ser acceptades unànimement durant el primer i el segon congrés respectivament. Amb el transcurs del temps, diferents organitzacions gitanes de tot el món (especialment les d'Europa central), així com l'opinió pública, han arriba a acceptar-la com a himne oficial, especialment a partir de l'enregistrament que va fer el popular músic iugoslau Šaban Bairamovic als anys vuitanta.
La música i fins i tot la lletra han estat versionades en incomptables ocasions per comunitats gitanes d'arreu.
Quant a la música, Karen Eliane la transcriu com un adagi rubato, en tonalitat de si bemoll major.